# Исламская партия Азербайджана
Исламская партия Азербайджана (азерб. Azərbaycan İslam Partiyası, сокращённо ИПА) — азербайджанская политическая партия, лишённая официальной регистрации. Лидером партии являлся Мовсум Самедов.

## История
Учредительная конференция партии состоялась 2 сентября 1991 года Руководителем ИПА стал хаджи Алиакрам Алиев. Год спустя, 22 сентября 1992 года, партия официально зарегистрировалась. Штаб-квартирой стал посёлок Нардаран, расположенный в 30 км к северо-западу от Баку на Апшеронском полуострове и играющий большую роль в духовной жизни шиитов страны.

### 1990-е годы
С середины 90-х годов XX в. азербайджано-иранские отношения стали ухудшаться. А ИПА никогда не скрывала своей симпатии к Ирану. Парламент Азербайджана 12 августа принял закон «О выборах», в соответствии с которым граждане, участвующие в религиозных организациях, лишались права быть избранными. А 2 сентября 1995 года Министерство юстиции Азербайджана отменило регистрацию ИПА. Основанием для запрета стало название партии. Но руководство партии, понимая, что их всё равно не зарегистрируют, не стало менять название партии. В мае 1996 года арестовали хаджи Алиакрама Алиева и четырёх его сторонников по обвинению в предательстве родины и шпионаже в пользу Ирана. 14 апреля 1997 года его приговорили к 11 годам тюрьмы, а остальные трое были приговорены к длительным срокам заключения. Один из арестованных скончался в тюрьме, по официальной версии «от кровоизлияния в мозг», по данным оппозиции — от пыток.
Данный приговор вызвал недовольство общества и правозащитников. В ответ власти издали книгу руководителя Министерства национальной безопасности Азербайджана Араза Гурбанова, критикующую эту партию.
Новый лидер Музаффар Джабраилов начал работу по возрождению партии, название которой поменялось на «партию мусульманских демократов».
В ноябре 1999 года президент Гейдар Алиев помиловал Алиакрама Алиева и его сторонников.

### 2000—2007
После прихода к власти Ильхама Алиева в Азербайджане постепенно начало подавляться любое инакомыслие. Оппозиционные партии начали вытесняться с политической арены. В политической жизни возник вакуум. Значительно изменилось отношение общества к исламскому фактору.

### 2007—2011
Новым председателем на съезде Исламской партии 15 июля 2007 г. был избран 42-летний хаджи Мовсум Самедов, который с 1993 г. руководил Губинским районным комитетом партии. Остальные претенденты на этот пост — Гаджиага Нури и Ровшан Ахмедли — сняли свои кандидатуры до начала голосования. Он был харизматичным лидером, имеющим хорошее образование (врач по профессии, он в 1995 г. поехал в Иран и в 2002 окончил Высший исламский университет в городе Кум). Самедов заявил, что его партия оппозиционна по отношению к азербайджанскому правительству и она не будет сотрудничать с прозападными оппозиционными партиями. При нём началось преобразование партии: изменился руководящий состав партии, стали создаваться ячейки во многих регионах страны, начало уделяться больше внимания молодёжи и СМИ, в том числе интернету, чего раньше не было. Новый лидер часто выступал против США и Израиля. Он выступал за сближение с Ираном.
В 2009 году Самедов неоднократно выступал вместе с активистами ИПА и старейшинами поселка Нардаран по государственному радио Ирана на азербайджанском языке, по иранскому телеканалу Seher TV и в многочисленных проиранских сайтах. В марте 2009 года М.Самедов был участником конференции в Тегеране.
В конце ноября 2010 года министерство образования Азербайджана ввело запрет на посещение школ ученицами в хиджабе, объясняя это тем, что мусульманский головной платок не является частью школьной формы. Верующие расценили это как начало борьбы с религией. Среди протестующих в декабре 2010 года против запрета министерства образования Азербайджана на хиджаб в школах была и Исламская партия Азербайджана. Мовсум Самедов связал аресты верующих и запрет на хиджаб в Азербайджане с западным влиянием.

«азербайджанский народ преодолеет эти барьеры, и никакое иностранное влияние не сможет отдалить этот народ от праведного пути».— Мовсум Самедов
В середине декабря 2010 г. в Тунисе начались протесты, которые послужили началом Арабской весны. Эти события вызвали к себе пристальное внимание и в Азербайджане.

### С 2011 г.
2 января 2011 г. на сайте Youtube был размещён видеоролик выступления хаджи Мовсума Самедова, в котором он подверг резкой критике президента Ильхама Алиева за уничтожение мечетей, запрет на ношение хиджаба в школах и запрет азана. Но самое главное — он сравнил Алиева с Язидом ибн Муавия, жившим в VII веке и являющимся недостойной фигурой в глазах шиитов (большая часть населения Азербайджана шииты). Также он сказал:

«Несправедливость и взяточничество достигли таких масштабов, что даже выделенные на очищение Куры средства были разворованы, и вода затопила дома десятков тысяч людей. В это же время в Баку был организован праздник цветов, на который потратили миллионы».
В конце своего выступления лидер ИПА процитировал пророка Мухаммеда, что «ради спасения религии надо отдавать жизни».
В поле зрения правоохранительных органов попала и другая фраза из его выступления: «подняться и положить конец деспотическому режиму».
Власти сразу отреагировали на это выступление: 7 января хаджи Мовсум Самедов и ещё несколько активистов партии были арестованы по обвинению в подготовке терактов и беспорядков. Для такого обвинения полиция «нашла» у арестованных оружие и боеприпасы. Но это вызвало сильный скепсис и насмешки в обществе, понимающем, что истинной ареста было именно выступление 2 января, а оружие им просто подбросили. В последние дни января по всей республике прокатилась волна арестов членов ИПА и верующих. В общей сложности арестовано более 30 активистов и верующих.
7 января около 19.00 председатель Исламской партии Азербайджана Мовсум Самедов, его заместитель Вагиф Абдуллаев, активист партии Эльчин Гасанов и водитель председателя партии Миргусейн Казымов были задержаны сотрудниками 18-го отделения полиции Управления полиции Наримановского района Баку, когда они выходили из штаба партии Об этом сообщил руководитель пресс-службы ИПА гаджи Акиф Гейдарли. Бинагадинским районным судом в отношении задержанных назначено наказание о лишении свободы сроком на 10 суток: «В настоящее время задержанные находятся в изоляторе временного содержания Управления полиции Бинагадинского района».
В ходе судебного процесса они все обвинения отрицали, а про оружие говорили, что оно подброшено. Тем не менее 7 октября суд приговорил председателя исламской партии к 12 годам лишения свободы по обвинению в терроризме, хранении оружия и насильственном захвате власти. В ИПА считают аресты политически мотивированными и связывают их с критикой партией политики правительства и нарушения прав верующих. Сам Самедов заявил на одном из заседаний:

«Этот суд — политическая игра. Мы знаем, что суд ничего не решает. Мы не говорили слова „джихад“. Однако пусть власти не думают, что народ не поднимется на борьбу. Эта власть не сможет управлять народом коммунистическими методами. Эта власть будет списана в архивы истории».

## Численность партии
В конце XX в. Исламская партия имела 74 местных комитета (районных, городских, сельских), а число её членов превышало 50 тыс. человек.
В ходе встреч 25 января 2011 г. с дипломатами стран ЕС, США, Норвегии в Институте Мира и Демократии лидеры ИПА заявили, что в их рядах сегодня более 11 тыс. человек и партия имеет филиалы в 35 районах страны. В основном это жители ряда населённых пунктов Апшеронского п-ва с центром в посёлке Нардаран, а также ряда районов на юге вдоль границы с Ираном, на северо-востоке (Губа-Хачмазский район), в Гяндже и прилегающих местах и в Нахичеванской Автономной Республике.
Количество активных членов партии на самом деле, по оценкам Хикмата Гаджизаде, глава Центра политических и экономических исследований FAR CENTRE, не превышает 2-2,5 тысячи человек.

## Женский совет
Совет возглавляет Новраста Ибрагимова, которая также возглавляет общество «Солдатские матери Азербайджана». В совет входят 10 женщин.
11 декабря 2017 г. перед американским посольством в Баку группа верующих женщин провела акцию протеста. Они против того, что президент США признал Иерусалим столицей Израиля. Акция была организована женским советом Исламской партии Азербайджана и Общественным объединением солдатских матерей. Участницы держали плакаты с лозунгами: «Стоп терроризму», «Карабах и Кудс (Иерусалим) — мусульманские земли».

## Проблема Карабаха

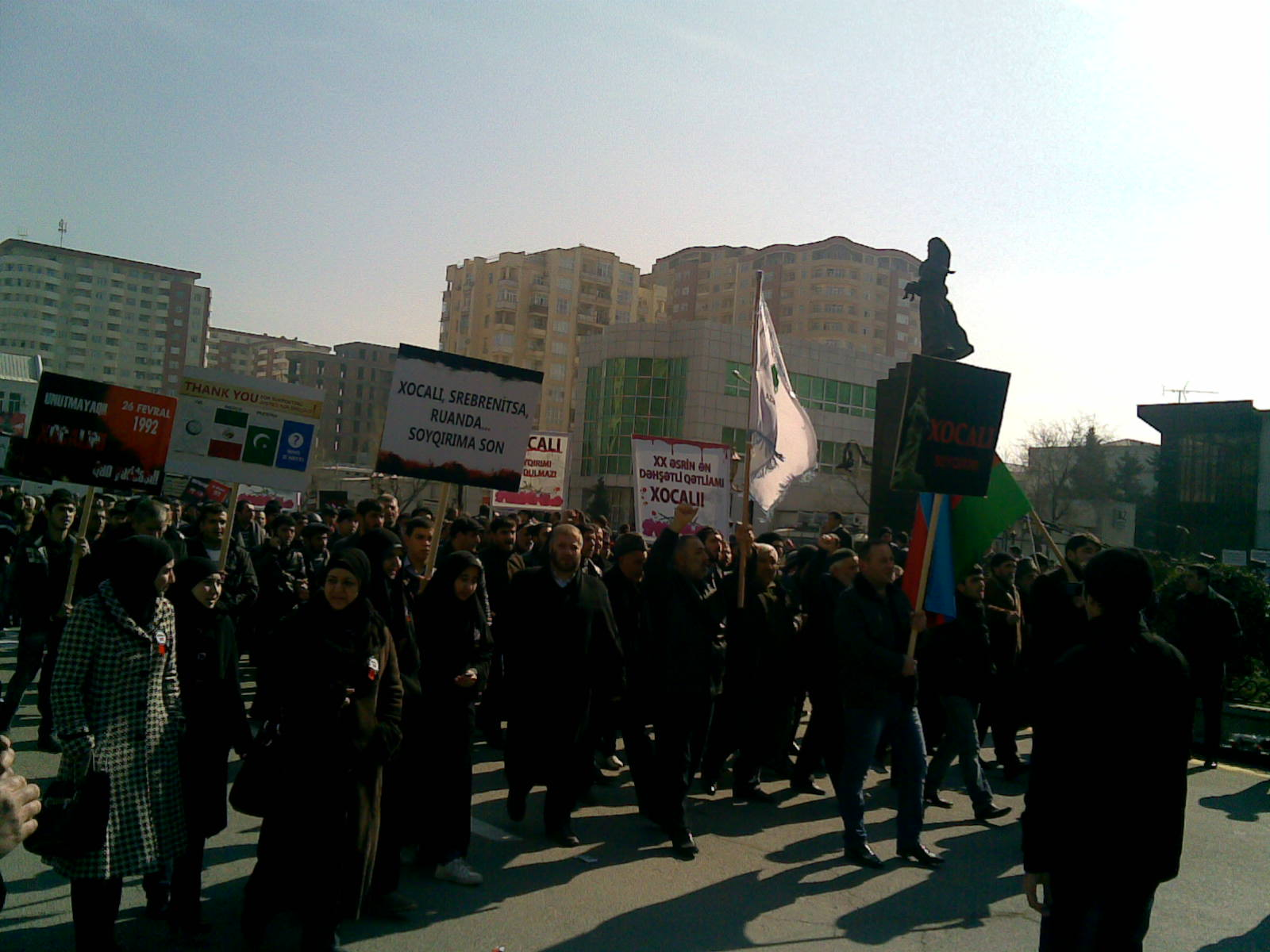
Митинг Исламской партии в 20-ю годовщину Ходжалинского геноцида.

А в августе 2010 г. объявлено о создании «Организации исламского сопротивления».

## Идеология
В программе партии указывается, что её идеология опирается на Коран, изречения пророка Мухаммеда и зиждется на тезисе, что только ислам способен сыграть объединяющую роль в строительстве независимого Азербайджана.
В период с 1992 по 1995 годы партия выступала за более тесные связи с Ираном, отвергала идею пантюркизма, рассматривая её как опасную и утопическую. Партия также поддерживала такие идеи как армянофобия, антиамериканизм, антисионизм и евроскептицизм. Поддерживает исламскую организацию «Хезболла» и её лидера Хасана Насралла.
Из-за своих взглядов заняла негативную позицию по отношению не только к сторонникам тюркизма (Народный фронт Азербайджана, «Мусават» и другие национальные партии страны), но с середины 90-х годов XX в. также к власти и даже официальному духовенству — Управлению мусульман Кавказа. В печатных органах ИПА — газетах «Ислам дуньясы» («Исламский мир») и «Исламин сеси» («Голос Ислама») не раз появлялись статьи с жесткой критикой в адрес шейх-уль-ислама Аллахшукюра Пашазаде. Партия выступает категорически против христианской миссионерской активности, поддерживает закрытие всех церквей на территории Азербайджана, и депортацию удин в Армению, назвав их угрозой мусульманскому Азербайджану.

## Научные работы
- Юнусов А.С. Исламская палитра Азербайджана. — Баку: «Адильоглы», 2012. — С. 22—26. — 86 с. — ISBN 978-9953-25-132-6.